# Crossopriza johncloudsleyi
Crossopriza johncloudsleyi là một loài nhện trong họ Pholcidae. Loài này được phát hiện ở Yemen.